# 白带骗梭螺
白带骗梭螺（学名：Phenacovolva dancei）为梭螺科骗梭螺属的动物。分布于菲律宾、新加坡、澳大利亚、印度、南非以及中国大陆的福建、台湾以南沿海等地，属于暖海产。其常见于潮下带以及垂直分布从10m左右岩礁质海底至水深79m泥沙质海底。该物种的模式产地在新加坡。